# Иван Ничев
Иван Ничев Иванов е български кино режисьор.

## Биография
Роден е на 31 юли 1940 г. в Казанлък. Завършва магистратура в Държавната филмова академия за театър и кино в Лодз, Полша. През 1978 г. става преподавател по филмова и телевизионна режисура в НАТФИЗ, доцент от 1990 г. и професор от 1997 г. По-късно и декан на факултета по „Екранни изкуства“. Режисира над 15 игрални филма, които имат множество национални и международни награди.

## Телевизионен театър
Като сценарист и режисьор
- Големанов (1995)

## Филмография
Като режисьор
- Българска рапсодия (2014)
- Приключенията на един Арлекин (4-сер. тв, 2007)
- Деца от восък (2005)
- Ганьо Балкански се завърна от Европа (4-сер. тв, 2004)
- Пътуване към Йерусалим (2003)
- След края на света (1998)
- Любовни сънища (1994)
- Бай Ганьо тръгва из Европа (1991)
- Бай Ганьо (4-сер. тв, 1991)
- 1952: Иван и Александра (1989)
- Черните лебеди (1984)
- Царска пиеса (1982)
- Човешки празници (1981)
- Бал на самотните (1981)
- Бумеранг (1979)
- Звезди в косите, сълзи в очите (1977)
- Спомен (1974)
- Сърце човешко (1972)

Като сценарист
- Любовни сънища (1994)
- 1952: Иван и Александра (1989)
- Черните лебеди (1984)
- Бал на самотните (1981) (заедно с Владимир Ганев)
- Човешки празници (1981)
- Бумеранг (1979)

## Награди
- „Сребърен портокал“ за филма „Звезди в косите, сълзи в очите“ (Анталия, Турция, 1978)
- Награда „Златна роза“ (Варна, 1988) за филма „Иван и Александра“
- Специална награда на журито (Монтекатини, Италия, 1989) за филма „Иван и Александра“
- Специална награда „Златен плакет“ (Чикаго, САЩ, 1989) за филма „Иван и Александра“
- Участие в конкурсната програма на Берлински международен кинофестивал 1989 на филма „Иван и Александра“[3]